# Facidia luteilinea
Facidia luteilinea är en fjärilsart som beskrevs av George Francis Hampson 1926. Facidia luteilinea ingår i släktet Facidia och familjen nattflyn. Inga underarter finns listade i Catalogue of Life.